# Strabomantis cornutus
Strabomantis cornutus är en groddjursart som först beskrevs av Jiménez de la Espada 1870.  Strabomantis cornutus ingår i släktet Strabomantis och familjen Strabomantidae. IUCN kategoriserar arten globalt som sårbar. Inga underarter finns listade i Catalogue of Life.